# Ö3 Austria Top 40
Ö3 Austria Top 40 је назив званичне аустријске листе синглова, као и радио емисије која је представља и емитује се петком на Hitradio Ö3. Програм представља аустријске синглове, мелодије и преузимање графикона. премијерно је приказан 26. новембра 1968 као Disc Parade и представио га је Ernst Grissemann. Програм је имао друге називе и друге излагаче, као што је објашњено у наставку.
Musikmarkt и Go TV пуштају недељне број један синглове.
Online верзија графикона на charts.orf.at и austriancharts.at има 75 позиција, иако charts.orf.at себе и даље етикетира као "Ö3 Austria Top 40".

## Статистике графикона
Први број један сингл био је "Das ist die Frage aller Fragen" од Cliff Richard-а. Најуспешнији сингл је "Candle in the Wind 1997" од Elton John-а. Најуспешнији аустријски сингл је "Anton aus Tirol" од DJ Ötzi-а, песма која би могла остати међу Топ 75 за најдуђе време. Уметници са највише број један хитова од 1980 су Rainhard Fendrich и Christina Stürmer.

## Излагачи
Између 1968 и 2007, имена емисије била су Disc Parade, Die Großen 10 von Ö3, Pop Shop, Hit wähl mit, Die Großen 10, Ö3 Top-30 и Ö3 Austria Top 40.

### Disc Parade
- Ernst Grissemann
- Rudi Klausnitzer

### Die Großen 10 von Ö3
- Rudi Klausnitzer
- Hans Leitinger

### Pop Shop
- Hans Leitinger

### Hit wähl mit
- Hans Leitinger
- Udo Huber

### Die Großen 10
- Udo Huber

### Ö3 Top-30
- Udo Huber

### Ö3 Austria Top 40
- Udo Huber
- Martina Kaiser
- Matthias Euler-Rolle
- Gustav Götz